# IV. arméfördelningen (1937–1942)
IV. arméfördelningen var en arméfördelning inom svenska armén som verkade i olika former åren 1937–1942. Förbandsledningen var förlagd i Stockholms garnison i Stockholm.

## Historik
IV. arméfördelningen bildades genom försvarsbeslutet 1936 den 1 januari 1937. Arméfördelningen ersatte då Östra arméfördelningen. Den nya organisationen bestod av en arméfördelningschef och en militärområdesbefälhavare. Arméfördelningschefen var i fred chef över arméns högre truppförband, samt ansvarade för regementenas utbildning, krigsplanläggning samt mobiliseringsverksamhet. Medan militärområdesbefälhavaren ledde den territoriella verksamheten. Genom försvarsbeslutet 1942 delades arméfördelningen i två delar. Arméfördelningen utgick ur fredsorganisationen och organiserades som IV. arméfördelningen i krigsorganisationen. Militärområdet som tidigare ingick i arméfördelningen fick nu även den markoperativa uppgiften, då det territoriella ansvaret förenades med chefskapet för arméfördelningen. IV. arméfördelningens uppgifter fördelades den 1 oktober 1942 på IV. militärområdet och IV. arméfördelningen.

## Verksamhet
Arméfördelningschef har sig underställda en militärområdesbefälhavare och en särskild stab, till vilken höra 1 beredskapsofficer, 1 stabschef och 1 mobiliseringsofficer (de båda sistnämnda på generalstabskårens stat), 2 såsom adjutanter ur underlydande truppförband kommenderade officerare, 1 fortifikationsofficer (på fortifikationskårens stat), i fördelningsintendent och 1 expeditionsintendent (på intendenturkårens stat), 1 fördelningsläkare och i fördelningsveterinär. 

### Östra militärområdet
Genom den värnpliktslag som infördes i samband med försvarsbeslutet 1901 infördes inskrivningsområden inom arméfördelningarna. Arméfördelningarna omfattade ett antal inskrivningsområden, vilka i sin tur hade i uppgift att skriva in och redovisa värnpliktiga. I regel motsvarade inskrivningsområdena geografiskt sett de svenska länen. År 1937 bildades Östra militärområdet inom IV. arméfördelningen, vilken övertog den roll de geografiska inskrivningsområdena tidigare haft. År 1940 omfattade II. arméfördelningsområdet följande inskrivningsområden: Östergötlands, Örebro, Södermanlands, Stockholms och Uppsala inskrivningsområden.

## Ingående trupper
År 1940 bestod arméfördelningen av nedan förband.

- Svea livgarde (I 1)
- Livregementets grenadjärer (I 3)
- Livgrenadjärregementet (I 4)
- Upplands regemente (I 8)
- Södermanlands regemente (I 10)
- Livregementet till häst (K 1)
- Svea artilleriregemente (A 1)
- Östgöta luftvärnsregemente (A 10)
- Östgöta luftvärnsartilleriregementes detachement i Stockholm (A 10 S)
- Svea ingenjörkår (Ing 1)
- Signalregementet (S 1)
- Svea trängkår (T 1)
- Första intendenturkompaniet (Int 1)

## Förläggningar och övningsplatser
Staben samt förbandsledningen för IV. arméfördelningen var förlagd till förläggas till Generalitetshuset på Östermalmsgatan 87 i Stockholm.

## Förbandschefer
- 1937–1942: Erik Testrup

## Namn och förläggningsort
| IV. arméfördelningen | 1937-01-01 | – | 1942-??-?? |

| Stockholms garnison | 1937-01-01 | – | 1942-??-?? |